# Sympetrum gracile
Sympetrum gracile är en trollsländeart som beskrevs av Mamoru Oguma 1922. Sympetrum gracile ingår i släktet ängstrollsländor, och familjen segeltrollsländor. IUCN kategoriserar arten globalt som sårbar. Inga underarter finns listade i Catalogue of Life.

## Bildgalleri

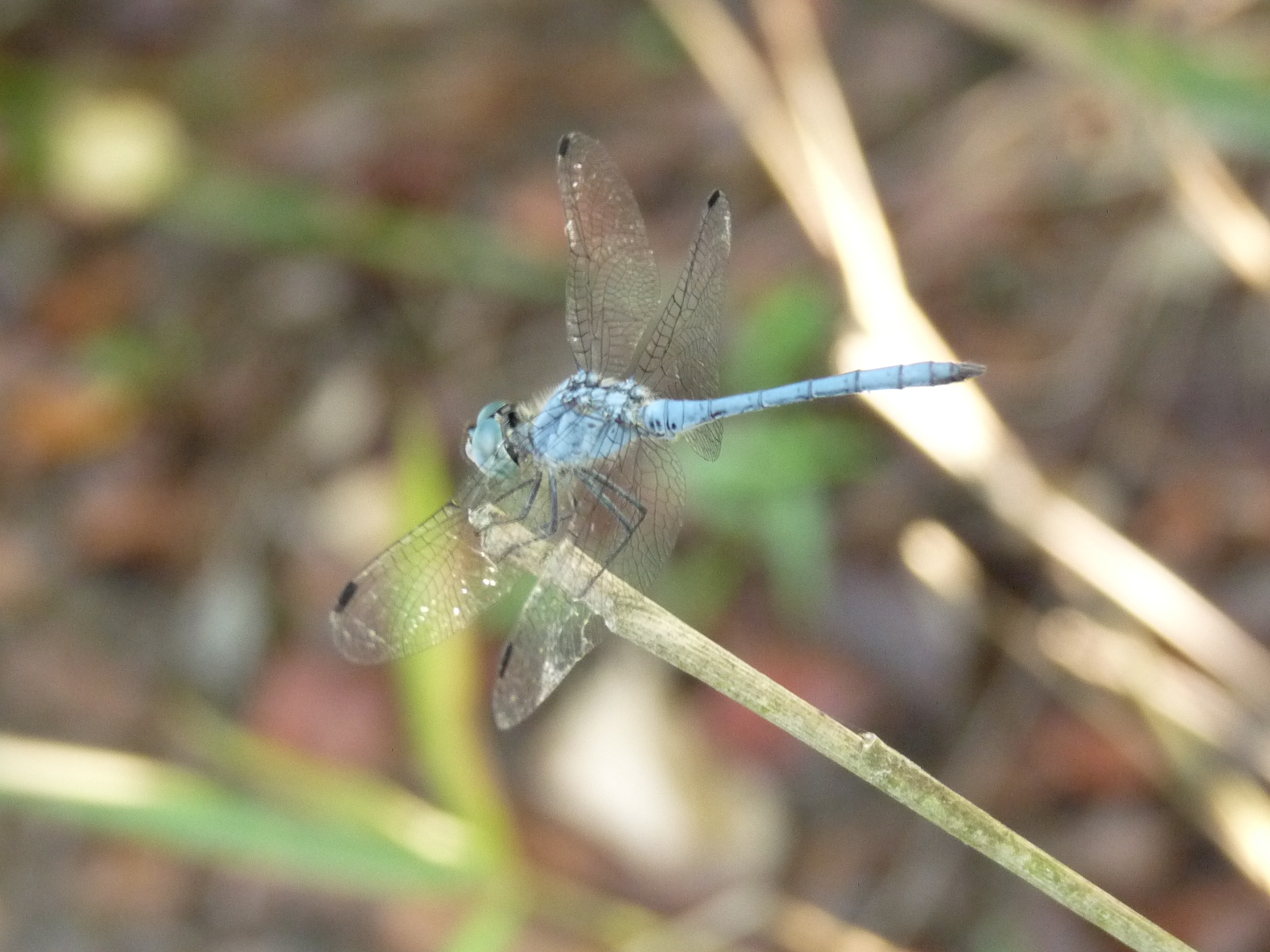